# Gephyromantis verrucosus
Gephyromantis verrucosus is een kikker uit de familie gouden kikkers (Mantellidae). De soort werd voor het eerst wetenschappelijk beschreven door Fernand Angel in 1930. De soort behoort tot het geslacht Gephyromantis.

## Leefgebied
De kikker is endemisch in Madagaskar. De soort komt voor in het zuidoosten van het eiland en leeft op een hoogte van rond de 600 meter boven zeeniveau. De soort leeft in het Manomboreservaat in Ikongo en Vondrozo.